# James McCann (baseball)
James Thomas McCann (né le 13 juin 1990 à Santa Barbara, Californie) est un joueur de baseball américain. Il évolue dans les ligues majeures au poste de receveur pour les Orioles de Baltimore.

## Carrière
Joueur à l'école secondaire en 2008, James McCann est repêché par les White Sox de Chicago au 31e tour de sélection, mais il repousse l'offre et rejoint les Razorbacks de l'université de l'Arkansas. Il signe ensuite un contrat avec les Tigers de Détroit, qui en font un choix de deuxième ronde au repêchage amateur de 2011. Il est le premier joueur sélectionné par les Tigers, qui n'avaient pas de choix de première ronde cette année-là.
En octobre 2011, McCann remporte une médaille d'argent en baseball aux Jeux panaméricains de 2011 au Mexique. 
En juillet 2013, il participe au match des étoiles du futur à New York.
McCann fait ses débuts dans le baseball majeur pour les Tigers le 1er septembre 2014 lorsqu'il est substitut en défensive en 9e manche d'un match à Cleveland face aux Indians.